# Maria Udrea
Maria Udrea (n. 23 noiembrie 1990, București) este o scrimeră română, specializată pe floretă și spadă, laureată cu bronz pe echipe la Campionatul Mondial din 2013, vicecampioană europeană pe echipe în 2013 și campioană europeană pe echipe în 2014.

## Carieră

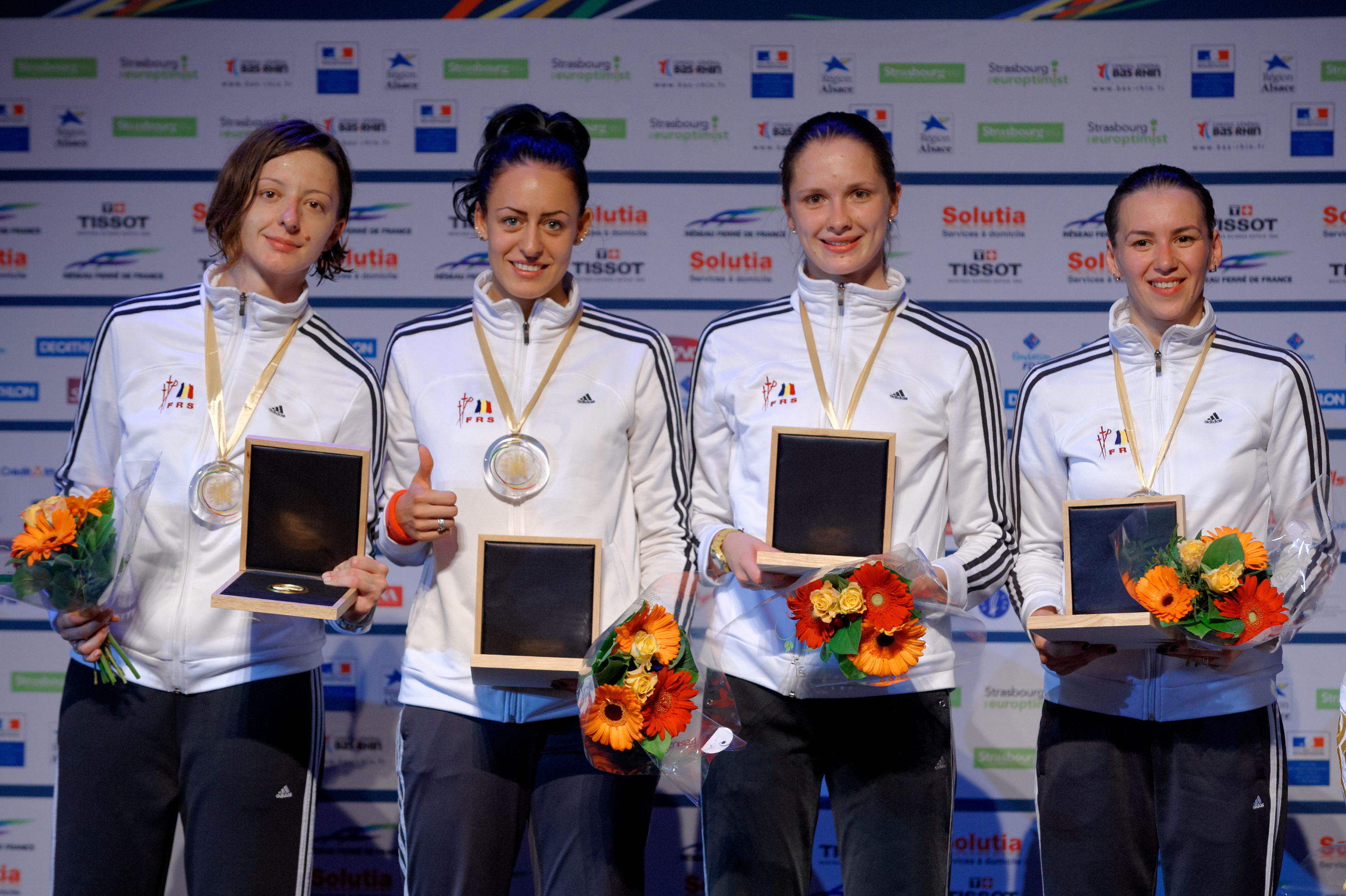
Udrea (cea de-a două, de la stânga la dreapta) la CE din 2014

A început scrima la floretă, armă în care a cucerit medalia de argint la Campionatul European pentru cadeți din 2008, medalia de bronz la Campionatul European pentru juniori din 2009, și medalia de aur la Campionatul Național pentru seniori din 2010.
În anul 2009 a intrat în lotul olimpic, care s-a clasat pe locul patru la Campionatul Mondial de la Antalya, după ce România a fost învinsă de Italia, apoi de Germania. În anul următor România s-a oprit în primul tur la Campionatul Mondial de la Paris, fiind eliminată de Venezuela. Din cauza lipsei de bani și de rezultate, lotul de floretă a fost desființat la începutul anului 2011.
Udrea a intrat în lotul olimpic de spadă după remanierea în urma Jocurilor Olimpice de la Londra. A câștigat Trofeul Belgrad din 2012. În anul 2013 a devenit vicecampioană națională după ce a pierdut în finală împotriva colegei de lot Ana Maria Brânză, alături de care a câștigat titlul pe echipe. A fost laureată cu argint pe echipe la  bronz pe echipe la Campionatul European din 2013 de la Zagreb. La Campionatul Mondial din 2013 de la Budapesta a trecut de Laskmi Lozano din Venezuela, dar a fost învinsă în turul al doilea de italianca Rossella Fiamingo. La proba pe echipe a fost laureată cu bronz. În sezonul 2013–2014 a fost parte din echipa care a câștigat medalia de aur la Campionatul European de la Strasbourg.
În sezonul 2014–2015 nu a fost mai convocată la lotul națională, după ce fostele membre ale echipa dublă campioană mondială – Loredana Dinu, Simona Gherman și Anca Măroiu – s-au întors pe planșe. A revenit la prima sa armă, floretă, la care a cucerit medalia de bronz la Cupa României. A participat la cea de-a VI-a ediție a Jocurilor Mondiale Militare de la Mungyeong (Coreea de Sud) atât la floretă cât la spadă. Cu echipa de spadă a câștigat medalia de argint. A cucerit aurul la floretă individual la Campionatul Balcanic de la Niș (Serbia).

## Legături externe
- Materiale media legate de Maria Udrea la Wikimedia Commons
- Prezentare Arhivat în 24 septembrie 2015, la Wayback Machine. la Confederația Europeană de Scrimă